# Vulpinska kislina
Vulpinska kislina je derivat pulvinske kisline. V naravi je razmeroma pogost sekundarni metabolit, predvsem v lišajih in nekaterih višjih glivah. Je svetlo rumene barve in razmeroma toksična. Vulpinska kislina namreč izkazuje protimikrobno delovanje zoper po Gramu pozitivne bakterije, po nekaterih podatkih pa se uporablja tudi kot repelent za rastlinojede živali. 
Prvič so jo izolirali leta 1925.